# Martin van Meytens
Martin van Meytens (født 24. juni 1695 i Stockholm, død 23. marts 1770 i Wien) var en svensk portrætmaler af nederlandsk herkomst aktiv ved kejserhoffet i Wien.
Han var søn og elev af Martin Mijtens den ældre og forlod allerede circa sytten år gammel Sverige. Som miniatur- og emailmaler gjorde han stor lykke i Holland, Paris, Dresden etc., malede talrige portrætter af fyrstelige personer, der kappedes om at drage ham til sig, og havnede efter et længere ophold i Italien (rigt på arbejde og hæder) 1721 i Wien, hvor han blev hofmaler og fra 1759 direktør for kunstakademiet.
Han kastede sig nu især over portrætmaleriet i olie og malede (hjulpet af mange elever) en mængde, stærkt skattede, store portrætter af tidens fremragende personligheder, med sikker tegning, kølig, virkningsfuld kolorit, jævngod (til tider dog ret tom) karakteristik og stor interesse for alle bitingene; han malede således kejserparret og dets tre døtre (Luxembourgmuseet). Under en orlov 1730-31 til sit fædreland malede han portrætter af den svenske kongelige familie (nu i Gripsholm Slot, Drottningholm Slot m. m.), Judith, C. Grills familiebillede (Österby) etc. Særlig mange portrætter af den østrigske kejserfamilie (Karl VI til hest på Nationalmuseum, fem familiegrupper på Schloss Schönbrunn, Maria Teresia, Frants I's og Maria Theresias bryllup på Gripsholm etc.). Der findes selvportrætter i Kunsthistorisches Museum i Wien og i Uffizierne i Firenze.